# Scanzano (Sante Marie)
Scanzano è una frazione di circa 180 abitanti del comune di Sante Marie (AQ), in Abruzzo.

## Geografia fisica
Scanzano, centro della Marsica, sorge alle pendici del monte Faito (1 455 m s.l.m.) ad un'altitudine di 896 m s.l.m. Il borgo che domina la valle Macina, propaggine della val de' Varri, confina con le frazioni di Santo Stefano e Tubione del comune di Sante Marie e con quelle di Gallo e Poggetello incluse nel territorio comunale di Tagliacozzo.
Dista circa 3,8 chilometri dal capoluogo comunale.

## Storia

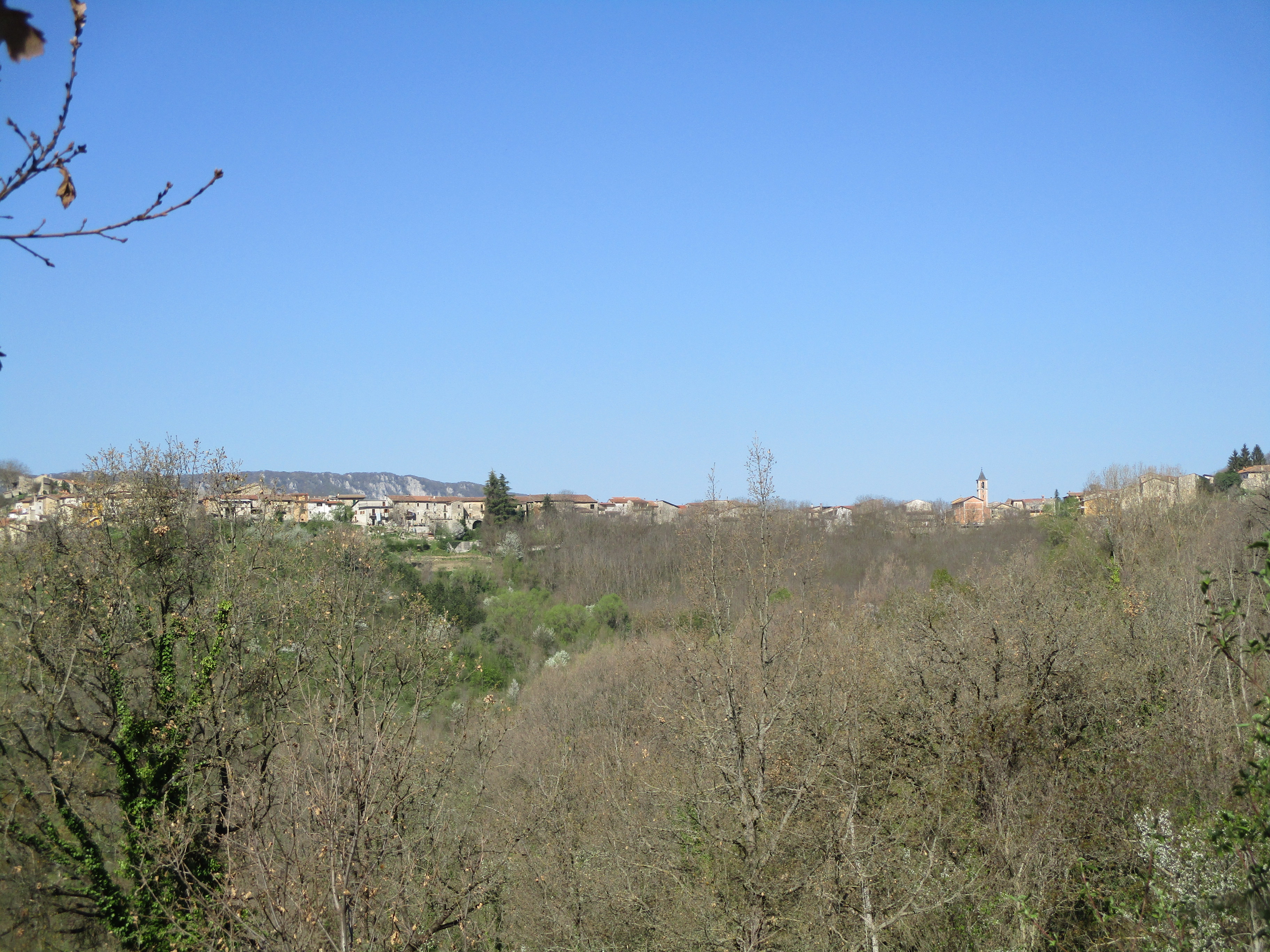
Spunto del borgo

In epoca preromana nel territorio di Colle Nerino, lungo l'antico asse viario incluso tra la val de' Varri e i piani Palentini, venne realizzato a mezza costa sul monte Faito un ocres con aree cultuali e santuari italici. Un altro sito, posto più a meridione, è quello di San Martino che probabilmente in epoca medievale ospitò un convento. Nel pianoro di Santa Maria, nei pressi dell'area cimiteriale, sono emerse invece le tracce di un vicus di epoca romana.
Nel 1150 Scanzano figurava nel Catalogo dei Baroni, documento aggiornato e ricompilato nel 1167 dal funzionario Matteo d'Aiello, nel tempo in cui Guglielmo II detto "il Buono" fu Re di Sicilia. Nel catalogo sono registrati anche i feudi appartenuti alla famiglia ghibellina De Ponte e successivamente passati sotto il controllo del feudatario Giovanni Duca. Il nome del paese riappare nella bolla di Papa Clemente III del 1188, in un documento ecclesiastico in cui vengono descritti i confini della diocesi dei Marsi.
Il paese risentì positivamente della presenza dei francescani, in particolare di Tommaso da Celano che diffuse il verbo dell'ordine dal vicino monastero di San Giovanni in Barri, i cui ruderi si trovano nei pressi del limitrofo borgo di Val de' Varri.
La contea di Tagliacozzo, a cui Scanzano appartenne, fu prima sotto il controllo degli Orsini, in seguito appartenne ai Colonna.
In epoca moderna il graduale spopolamento dei nuclei rurali periferici consentì al paese di svilupparsi a livello urbanistico e socio-economico.
Nel 1630 nell'università di Scanzano che controllò parte del territorio di Santo Stefano erano presenti due sindaci. L'8 agosto del 1806 Giuseppe Bonaparte abolì i feudi facendo perdere al paese la secolare autonomia amministrativa. L'ultimo sindaco in attività fu Silvestro Antenucci.
Lo storico e teologo Andrea Di Pietro riportò in una sua opera che il paese, nel XIX secolo, contava una popolazione di circa 570 abitanti. Le chiese più importanti erano quella di San Cipriano (situata nella piazza del centro contemporaneo), quella di Santa Maria (situata nelle adiacenze del cimitero) e infine quelle di San Michele Arcangelo e San Giovanni.
Il terremoto della Marsica del 1915 colpì gravemente anche Scanzano, dove però si registrò una sola vittima. Nella zona di "Castejo" il vecchio castello medievale, già ridotto in stato di rudere, andò completamente distrutto, compresa la cappella interna di San Giovanni. A Scanzano si ebbero in quei tragici giorni del gennaio 1915 grossi problemi logistici soprattutto a causa del freddo, favorito da copiose nevicate, mentre l'impraticabilità delle vie di comunicazione, messe fuori uso dalle frane causate dalle scosse telluriche, creò grosse difficoltà ai soccorritori. Il paese restaurato e in parte ricostruito durante il XX secolo è gradualmente diventato un luogo di villeggiatura.

## Monumenti e luoghi d'interesse

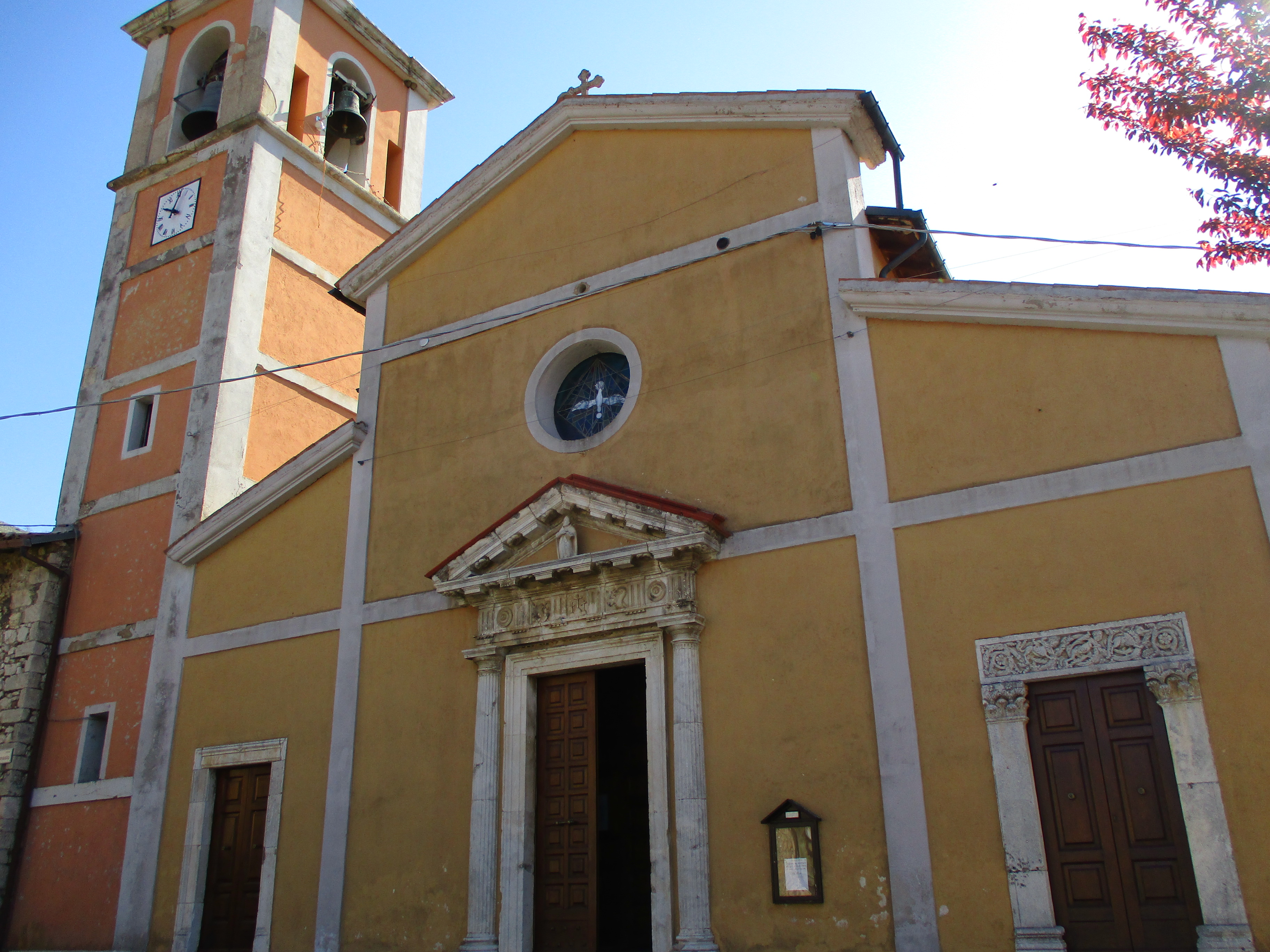
Chiesa dei Santi Giustina e Cipriano

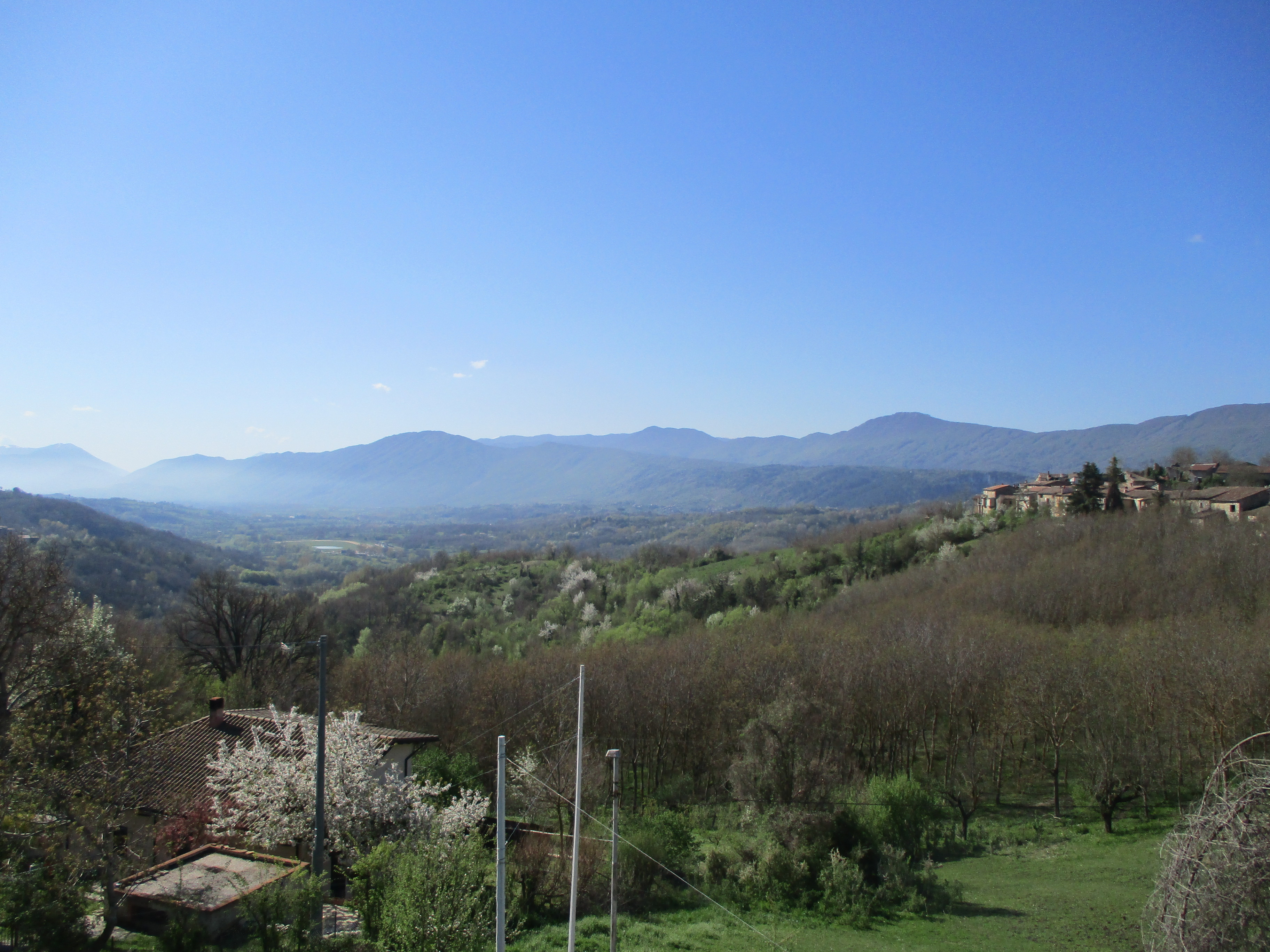
Veduta dei piani Palentini da Scanzano

### Architetture religiose
Chiesa dei Santi Giustina e CiprianoLa chiesa principale di Scanzano presenta una pianta rettangolare e tre navate. Completamente distrutta a causa del terremoto del 1915 venne ricostruita nel primo dopo guerra. Qui è custodita una statua di Sant'Atanasio, santo protettore del paese. Il campanile di forma quadrata è affiancato alla chiesa. Una lapide posizionata nel 1927 è dedicata a Giulio Tommasi, originario di Scanzano e arcivescovo di Sant'Angelo dei Lombardi, Conza e Bisaccia tra il XIX e il XX secolo.
Chiesa di Santa MariaChiesa situata nell'area cimiteriale, alle porte del paese. Qui era custodita la lapide ritrovata tra Santo Stefano e la località Le Colonnelle in val de' Varri, in cui l'iscrizione "Albensium fines", secondo lo storico locale Pietro Bontempi, indicava uno dei confini dei Marsi albensi con gli Equicoli.

### Architetture civili
- Palazzi Petriccone, De Paulis e Antonini.
- Torre colombaia[20].

### Siti archeologici
- Un vicus risalente al periodo che seguì la romanizzazione è tornato alla luce nei pressi della strada che collega il paese a Santo Stefano, in località Colle Nerino. Questo insediamento realizzato sul preesistente sito equo, posto al confine con i territori che furono dei Marsi, ospitò al suo interno un santuario cultuale probabilmente legato alle pratiche della "sanatio". Poco più a sud si trova il sito d'interesse archeologico di San Martino[21].
- Sito archeologico di Santa Maria, situato nei pressi dell'antica chiesa del cimitero da cui sono emersi vari reperti e un'iscrizione funeraria di Lucio Vezio Varvelo (L. Vetius Varvelus), figlio di Marco della gens Fabia, rinvenuta dal professor Ercole Canale-Parola[5].
- Ruderi dell'antico castello intorno al quale nel medioevo si costituì il borgo antico di Scanzano. Sono visibili parti delle mura e della torretta a pianta quadrata[22].

### Aree naturali
Sentiero di CorradinoItinerario che ripercorre le tappe del giovane Corradino di Svevia attraversando tutto il territorio di Sante Marie, raggiungendo il monte Faito, il paese e le aree limitrofe dei piani Palentini, della valle di Luppa e della piana del Cavaliere.
Cammino dei BrigantiItinerario costituito da diverse tappe che tocca alcuni centri dell'Abruzzo e del Lazio per un totale di circa 100 chilometri. Il percorso che inizia a Sante Marie, tocca le località situate al confine della Marsica occidentale con la valle del Salto e il Cicolano, ripercorrendo la storia e i luoghi dei briganti tra il Regno delle due Sicilie e lo Stato Pontificio.

## Società

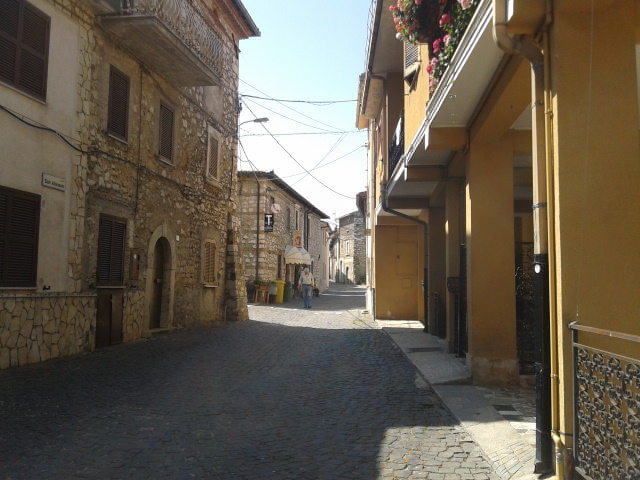
Corso Sant'Atanasio

### Tradizioni e folclore
(Inno al Santo protettore del paese)
Il 14 di agosto di ogni anno la chiesa di Santa Maria è meta di pellegrinaggio da parte dei fedeli che giungono nel luogo di culto per ricevere l'indulgenza plenaria. L'assoluzione dai peccati può essere ottenuta pregando durante le cosiddette "Passate", ovvero il passaggio lungo le navate della chiesa. Secondo la tradizione religiosa la chiesa durante il giorno delle "Passate" non deve mai rimanere vuota.

## Infrastrutture e trasporti

### Strade
La strada provinciale 89 Dorsale Palentina collega i comuni di Sante Marie e Tagliacozzo attraversando il territorio di Scanzano.